# Seide

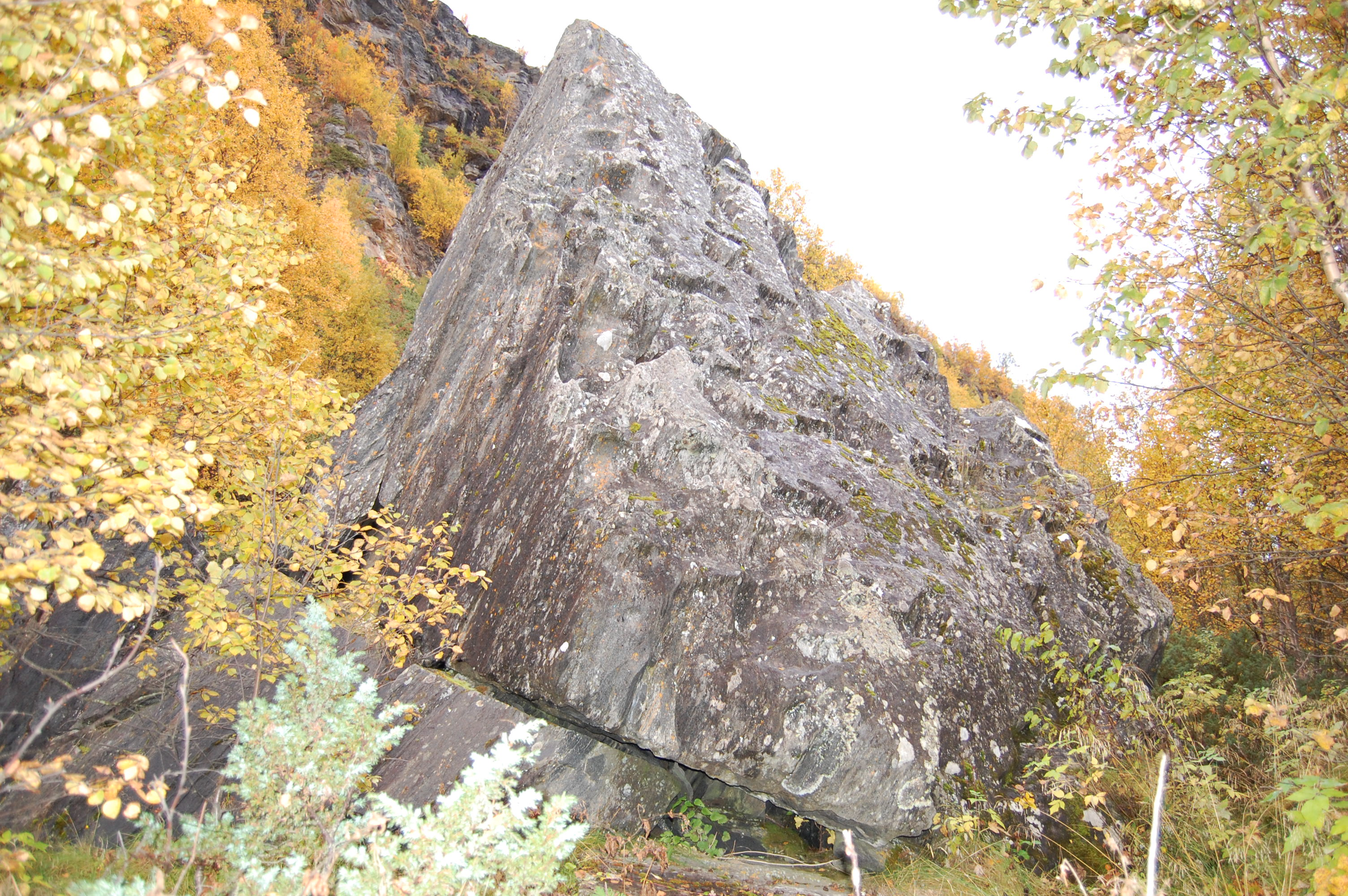
Seide w Balsfjord w Norwegii

Seide – w religii dawnych Saamów otaczany wielką czcią kamienny idol. Były to twory naturalne wyróżniające się dziwnymi kształtami lub usytuowane w specyficznym otoczeniu, czasem dodatkowo wymodelowane ręką ludzką. Niekiedy wykonywano je także z drewna.
Miejsca, w których znajdowały się seide, otaczano półkolem z rogów renifera i dekorowano gałązkami. Święte kamienie przynależały do sfery chtonicznej. Uważano je za mieszkanie bądź inkarnację danego boga lub potężnego przodka. Składający przed seide ofiary zbliżali się do nich w nabożnej pozycji, na klęczkach i z odsłoniętą głową.